# حميد (حومة بم)
حميد (بالفارسية: حمید) هي قرية تقع في إيران في منطقة مركزية ريفية.